# وادي مليز (وادي)

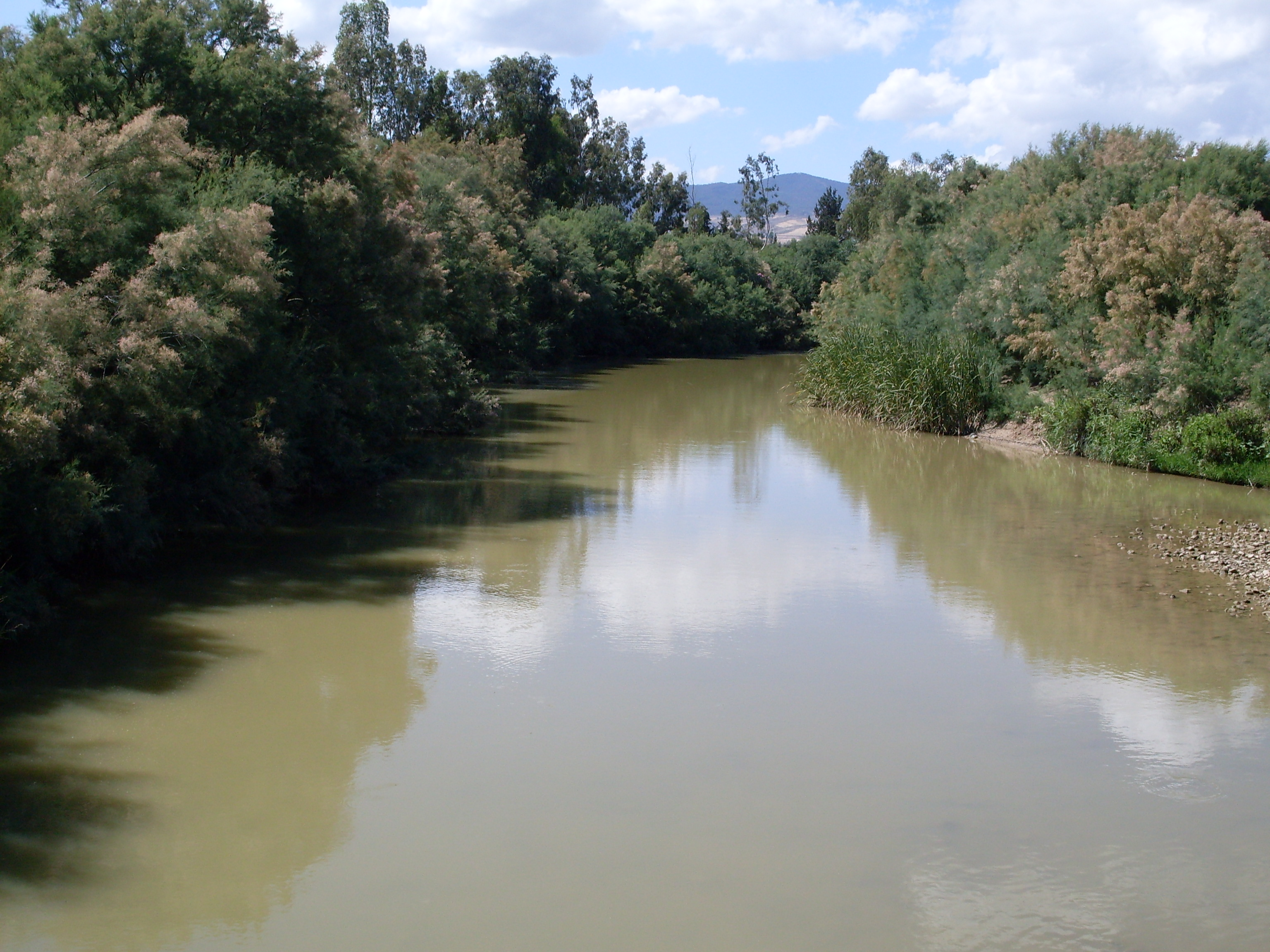
وادي مليز (قرب موقع شمتو الأثري)

وادي مليز أحد أودية الجمهورية التونسية، يقع  بالشمال الغربي التونسي.